# Вайкерсдорф-ам-Штайнфельде
Вайкерсдорф-ам-Штайнфельде (нем. Weikersdorf am Steinfelde) — коммуна (нем. Gemeinde) в Австрии, в федеральной земле Нижняя Австрия.
Входит в состав округа Винер-Нойштадт. Население составляет 1006 человек (на 31 декабря 2005 года). Занимает площадь 14,21 км². Официальный код — 3 23 34.

## Фотографии

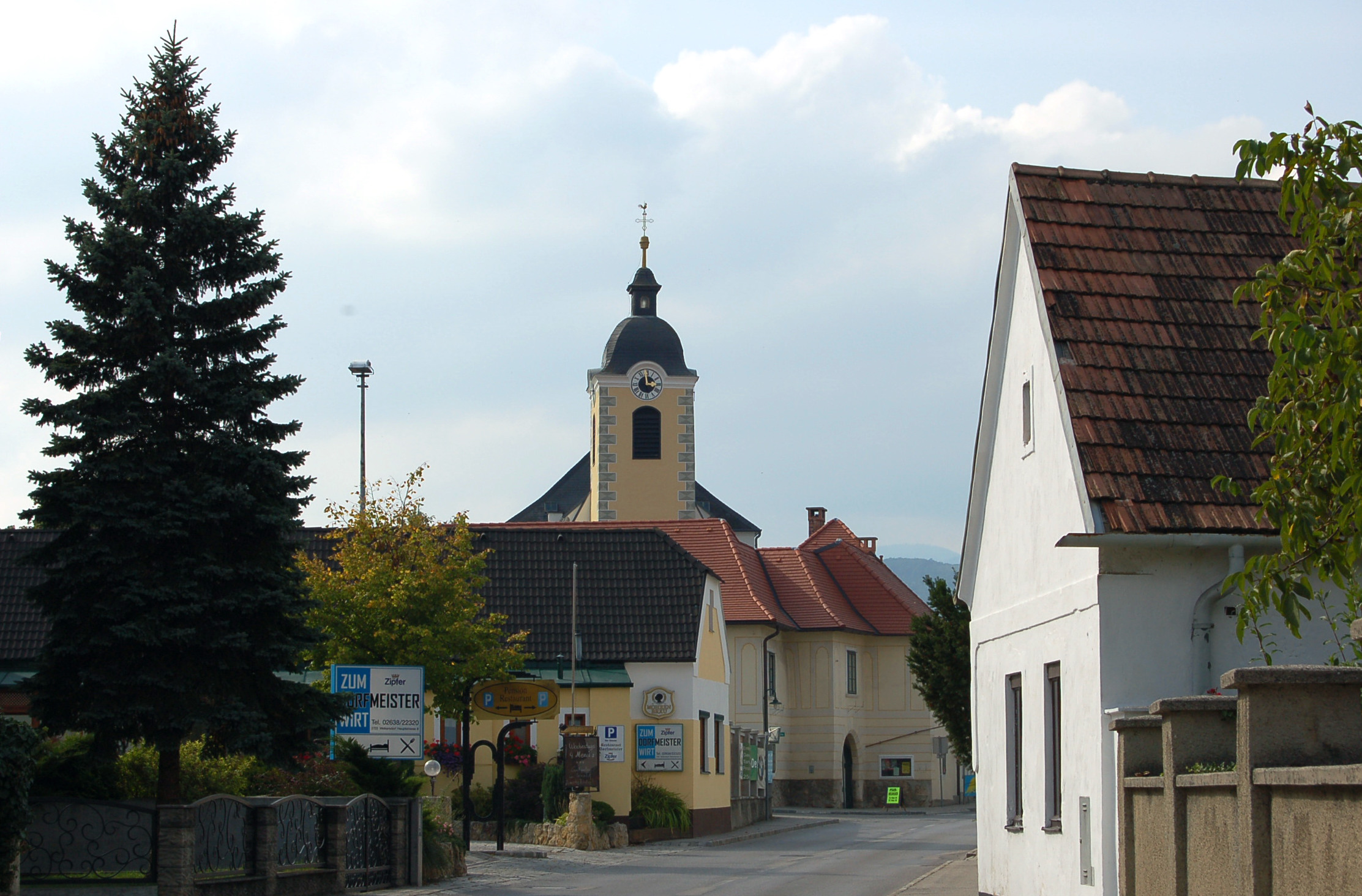
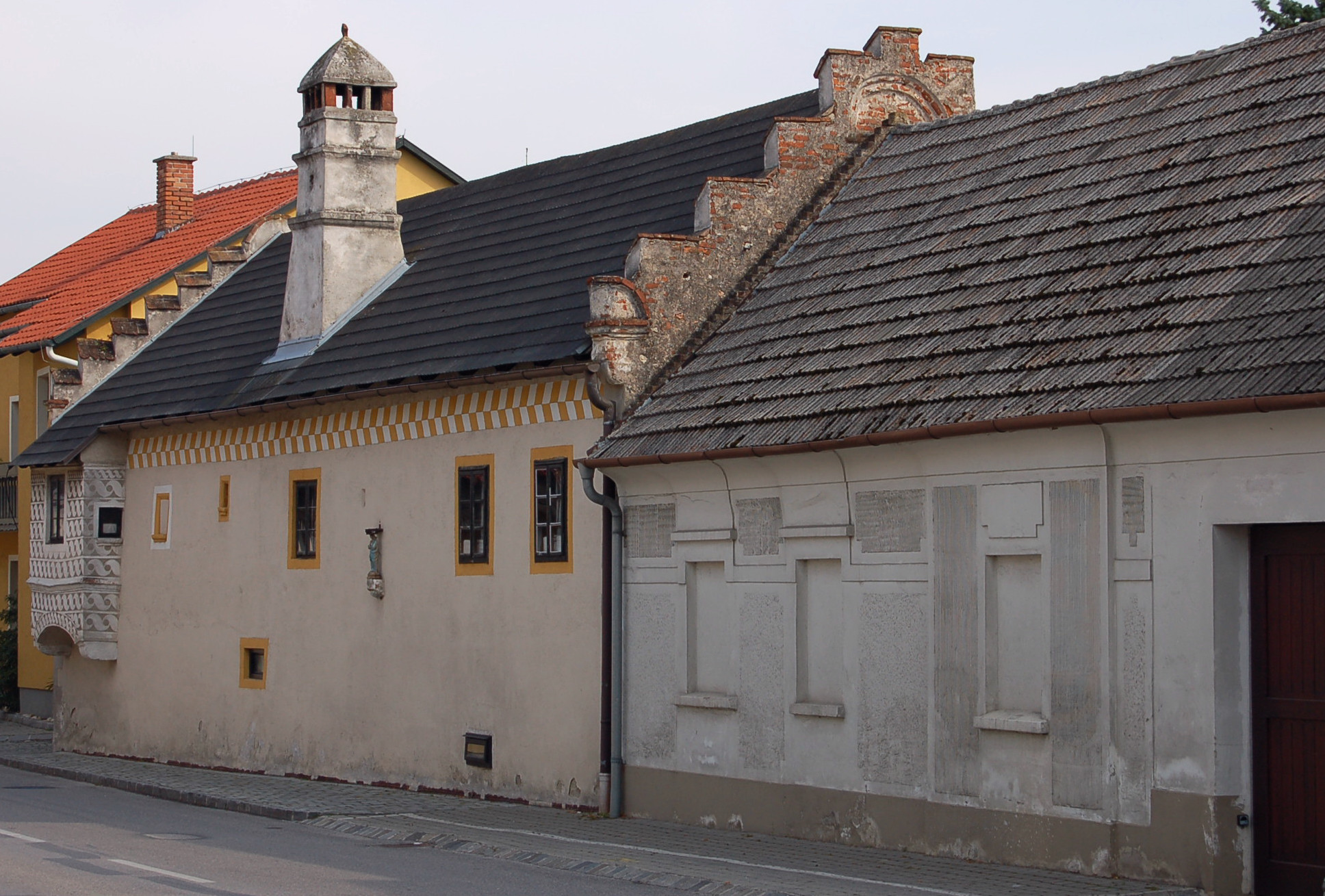

## Политическая ситуация
Бургомистр коммуны — Манфред Роттенштайнер (АНП) по результатам выборов 2005 года.
Совет представителей коммуны (нем. Gemeinderat) состоит из 15 мест.
- АНП занимает 10 мест.
- СДПА занимает 5 мест.